# Dirck de Bray

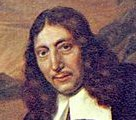
Dirck de Bray

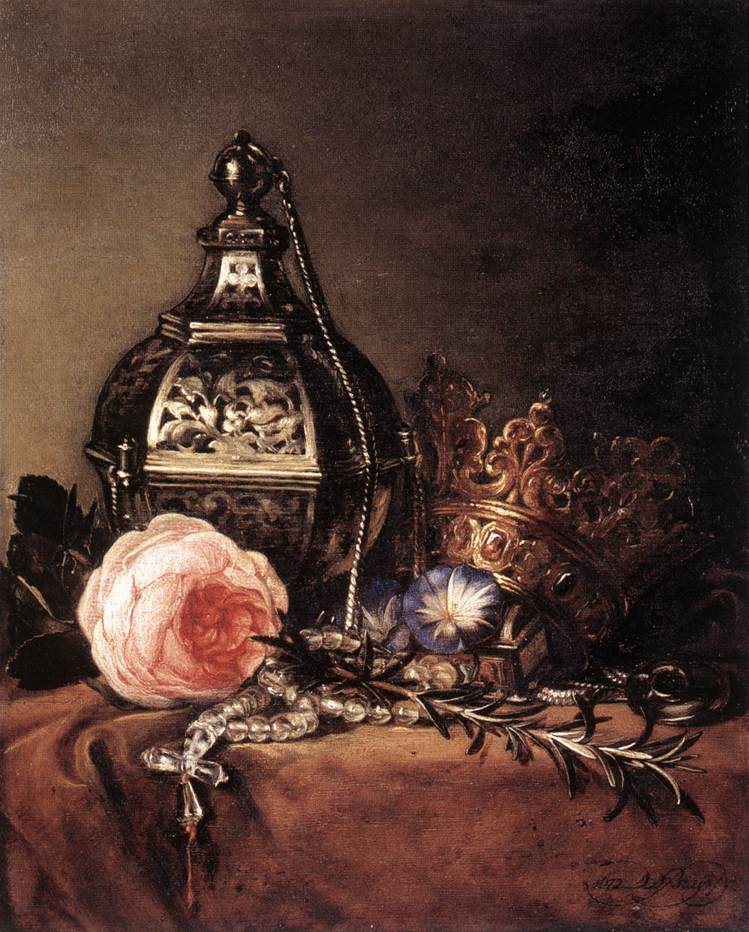
Stilleven met Maria-symbolen, 1672, Museum Ons' Lieve Heer op Solder, Amsterdam

Dirck de Bray (Haarlem, ca. 1635 - Goch, 1694) was een Nederlands kunstschilder, tekenaar, houtsnijder, boekbinder en prentkunstenaar uit de periode van de Gouden Eeuw. 
De Bray werd geboren in een kunstenaarsgezin. Zijn vader en leermeester was Salomon de Bray, zijn broers waren Jan, Jacob en Joseph de Bray. Hun moeder Anna Westerbaen was een zuster van de schilder Jan Westerbaen en de dichter-dominee Jacob Westerbaen. Hun zuster Cornelia trouwde in 1648 met de schilder Jan Lievens.
Dirck De Bray ging in 1651 in de leer bij de Haarlemse boekbinder en -handelaar Passchier van Wesbusch, waar hij zich grafische technieken en de prentkunst meester maakte. Hij was tevens een voortreffelijk houtsnijder en vervaardigde onder meer een borstbeeld van zijn vader. Als schilder maakte hij voornamelijk bloemstillevens in water- en olieverf.
In 1671 werd hij lid van het Haarlemse Sint-Lucasgilde, waarvan hij ook secretaris werd. Rond 1680 nam hij als lekenbroeder zijn intrek in het klooster Gaesdonck bij Goch, waar hij in 1694 overleed. Werk van De Bray bevindt zich onder meer in het Haagse Mauritshuis en in het Rijksmuseum Amsterdam.